# 宮本竹逕
宮本 竹逕（みやもと ちくけい、1912年9月25日 - 2002年10月7日）は、日本の書家、かな書家。
広島県福山市赤坂町出身。本名は宮本顕一（みやもとけんいち）。
日展参事・読売書法会顧問・日本書芸院名誉顧問・日本かな書道会顧問・寒玉書道会会長・歌会始召人などを歴任。日本芸術院賞・日展文部大臣賞・日展特選・勲四等旭日小綬章・紺綬褒章などを受賞・受章。社団法人日本書芸院・社団法人日本かな書道会・読売書法会・寒玉書道会を創立。

## 人物
戦後を代表する仮名作家の一人である。

## 生涯
1933年、広島県師範学校卒業。1939年、文部省検定試験合格（中等学校習字科）。
1942年、竹逕（ちくけい）と号す。194年、社団法人日本書芸院創立（理事長を経て常任顧問）。1948年、日展に第五科が新設され入選、毎日書道展運営委員（審議委員を経て理事）。
1950年、第6回日展特選受賞。1955年、第11回日展委嘱。1957年、第13回日展審査員。1959年、朝日新聞社主催 書道二十人展に出品（昭和50年を除き毎年出品）。1961年、日本書道代表団員として中国訪問。
1962年、日展評議員に就任。1963年、米国巡回書道展に出品。1965年、東南アジア巡回書道展に出品、香港書道展に出品。
1967年、第10回日展文部大臣賞受賞。1968年、個展開催（三越画廊）。1971年、中京大学文学部教授に就任、個展（巻子本を主として）開催（三越画廊）。1973年、日本芸術院賞受賞 （作品は日本芸術院買い上げ）。
1975年、日展理事に就任。1976年、社団法人日本かな書道会創立、理事長に就任、中京大学文学部教授を辞任、個展（民謡を主題に）開催（朝日画廊）。1980年、東大寺へ華厳経を奉納。1981年、日展常務理事に就任、毎日書道展理事を辞退。
1982年、信州新町美術館に作品を寄贈、これにより紺綬褒章受章、田中美術館に作品を寄贈、『帖』の個展開催。
1983年、最高裁判所長官室に掲げる作品を寄贈、成田山新勝寺大塔建立記念献書。1984年、日本書道巨匠展に出品。アメリカ、イタリア、ドイツを巡回、読売書法会創立、総務に就任、身延山久遠寺に作品2点を寄贈、勲四等旭日小綬章受章、「宮本竹逕100帖展」を朝日新聞社主催で開催。
1985年、宮本竹逕作品集 宮本竹逕筆一二五帖（平安時代の勅撰八代歌集全巻、三十六歌集、小倉百人一首、芭蕉全句集、近代俳句集、民謡等）が東京国立博物館に収蔵される（これにより紺綬褒章受章）、佐久市立近代美術館に作品3点を寄贈、アメリカ議会図書館に百人一首六曲屏風一双を寄贈、広島県立美術館に作品6点を寄贈。
1986年、歌会始の召人に選ばれる。1999年、米寿記念 宮本竹逕 平家物語を書く展、『平家物語』が厳島神社に奉納される。

## 作品リスト
- 書道技法講座4 かな 関戸本古今集（1969年 二玄社）(2009年 改訂版書道技法講座20)
- 宮本竹逕書法現代日本書法集成（1977年 尚学図書）
- 入門毎日書道講座5（共著）（1977年 毎日新聞社）
- 宮本竹逕書作展 民謡を主題に（図録）（1979年 寒玉書道会）
- 宮本竹逕民謡百筆（1981年 講談社）
- 竹逕大字かな帖（1981年 書道新聞社）
- 宮本竹逕作品集成（1983年 講談社）
- 大字仮名技法（1984年 二玄社）
- 寒玉帖 全5巻（1984年 書道新聞社）
- かなを語る（1985年 美術公論社）
- 大慈大悲西国三十三所観音衆成（共著）（1986年 講談社）
- かなの風景 線と造形（1991年 芸術新聞社）
- 卒寿記念（図録）（1992年 贅交社）
- 現代臨書大系（第8巻）愛蔵版）（1998年 小学館）